# Lupinus somalensis
Lupinus somalensis är en ärtväxtart som beskrevs av Baker f. Lupinus somalensis ingår i släktet lupiner, och familjen ärtväxter. Inga underarter finns listade i Catalogue of Life.